# Algemene Begraafplaats van Haarlemmerliede en Spaarnwoude

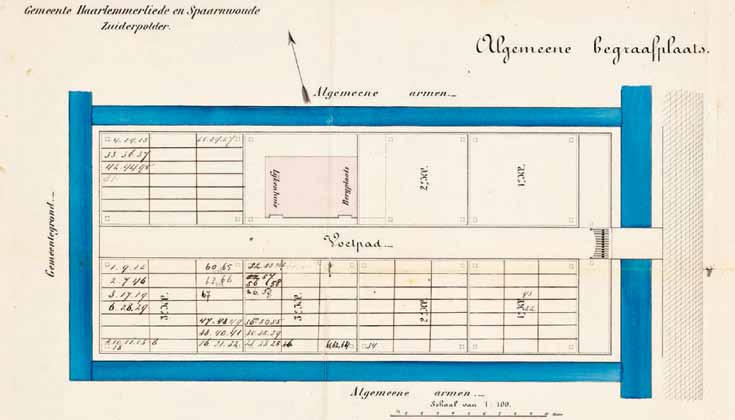
Plattegrond van de Algemene Begraafplaats aan het Liewegje

De Algemene Begraafplaats van Haarlemmerliede en Spaarnwoude, in de volksmond ook wel Verdronken Kerkhof, Verzopen Kerkhof of Dievenkerkhof genoemd, is een voormalige begraafplaats in de Zuiderpolder van de voormalige gemeente Haarlemmerliede en Spaarnwoude. Het terrein kwam later binnen de gemeente Haarlem te liggen. Op de locatie van de begraafplaats bevindt zich sinds de jaren 90 van de 20e eeuw een waterpartij met de naam Verdronken Plas.

## Geschiedenis
In de 19de eeuw was de meerderheid van de inwoners van Haarlemmerliede Rooms-Katholiek. Een minderheid was protestants of joods, en minder dan 5% was niet aan een kerk gebonden. Om toch tegemoet te komen aan hen die om wat voor reden dan ook niet in gewijde grond begraven wilden of konden worden, diende elke gemeente in Nederland te beschikken over ten minste één algemene begraafplaats. De toenmalige gemeente Haarlemmerliede en Spaarnwoude huurde hiervoor sinds 1825 een gedeelte van de begraafplaats naast de Oude Kerk van het nabijgelegen Spaarndam. De gemeente wilde echter beschikken over een begraafplaats op eigen gemeentegrond. Op 24 oktober 1872 kocht de gemeente hiertoe een stuk grond in de Zuiderpolder, aan het Liewegje, even ten noorden van de Fuikvaart.  In 1873 werd op het aangekochte terrein een houten lijkenhuisje gebouwd, en werd een extra stuk grond bijgekocht om de begraafplaats in klassen te kunnen opdelen. Op 1 januari 1875 werd de begraafplaats geopend en op 2 januari 1875 vond de eerste begrafenis plaats.
De begraafplaats werd weinig gebruikt. In totaal staan er 90 overledenen in het grafregister. Hoewel oorspronkelijk bedoeld als algemene begraafplaats, werden er in de praktijk vrijwel enkel overledenen begraven met een bijzondere doodsoorzaak, zoals slachtoffers van moord, zelfdoding, cholera of verdrinking. Dit gaf de begraafplaats een slechte reputatie, waardoor er spookverhalen de ronde deden en de begraafplaats in de volksmond bekend stond als 'het verdronken kerkhof'.
Op 6 mei 1938 vond de laatste begrafenis plaats. Tijdens de Tweede Wereldoorlog raakte de begraafplaats in verval. Door de staat waarin het na de oorlog verkeerde, verzochten de burgemeesters en wethouders om de locatie te sluiten en elders een nieuwe algemene begraafplaats te stichten. Dit verzoek werd per Koninklijk Besluit op 3 maart 1947 ingewilligd. Op het perceel werd in de jaren 90 van de 20ste eeuw een waterpartij aangelegd. Er bleef daardoor niets over dat nog wees op de vroegere aanwezigheid van een begraafplaats. In 2016 werd de naam voor deze waterpartij vastgesteld op Verdronken Plas.